# David Chavlovich
David Chavlovich (Arlington, Teksas, SAD, 14. rujna 1995.), američki košarkaš. Igra na mjestu razigravača. Visine je 180 cm.

## Životopis
Rodio se u obitelji metodista. Otac mu je iz Wisconsina, a pradjed i prabaka s očeve strane su Hrvati iz Hrvatske, iz Novigrada, odnosno Turnja. U srednjoj školi igrao je za srednju školu James Bowie High School iz rodnog Arlingtona. Srednju je završio 2014. godine. Košarku je igrao četiri godine na koledžu West Texas A&M. Sveučilište se natječe u Diviziji II NCAA a te sezone kad je Chavlovich prešao u Hrvatsku otišlo je na Final Four. Svake je sezone gotovo postizao 20 koševa po utakmici, dvaput je izabran u najbolju postavu Divizije II, svake je godine bio u najboljoj postavi konferencije te jednom najbolji igrač konferencije. Najbolji je strijelac u povijesti fakulteta i konferencije te jedan od samo 10 igrača u povijesti konferencije s dvije tisuće koševa u karijeri. Sveučilište je završio 2018. godine. Prvi profesionalni angažman trebao je imati u jednom klubu iz druge zemlje, ali nakon što je porazgovarao s nekim ljudima koji su ga savjetovali neka ide tamo, pronašao je hrvatskog agenta koji ga je doveo. Tako je Chavlovich prvi odlazak iz SAD ujedno značilo doći u zemlju predaka Hrvatsku u salezijanski klub Bosco iz Zagreba. Potpisao je jednogodišnji ugovor.

## Vanjske poveznice
- Basketball.hr Chavlovich u Boscu
- West Texas A&M University West Texas A&M - David Chavlovich - 2016-17